# Chiasmopes lineatus
Chiasmopes lineatus är en spindelart som först beskrevs av Pocock 1898.  Chiasmopes lineatus ingår i släktet Chiasmopes och familjen vårdnätsspindlar. Inga underarter finns listade i Catalogue of Life.